# 锦州锦州湾机场
锦州锦州湾机场（IATA代码：JNZ；ICAO代码：ZYJZ），位于锦州市东南方向的原何屯盐场内，距市中心直线距离约25公里、距盘锦市130公里、距阜新市130公里、距朝阳市110公里、距葫芦岛市50公里。锦州湾机场是“十二五”期间4个迁建机场项目之一，于2015年12月10日正式通航，替代锦州小岭子机场。
锦州湾机场航站区按满足2020年旅客吞吐量55万人次、货邮吞吐量3750吨的目标设计。航站楼面积10000平方米，机坪共6个机位；跑道长2500米、宽45米，配有2条长351米、宽23米的垂直联络道，跑道主降方向设Ⅰ类精密进近仪表着陆系统和灯光系统，次降方向设B型简易进近灯光系统。配套建设有5680平方米的辅助生产生活设施，1座塔台和800平方米的航管楼，配套建设通信、气象、供电、给排水、供热、供冷、供气、供油、消防救援等设施。

## 航空公司与航点
2025年度夏秋航班计划（3月30日至10月25日），机场运营航线4条，通航城市6个。
| 航空公司           | 目的地                            |
| ------------------ | --------------------------------- |
| 中国东方航空（MU） | 上海-浦东、武汉、深圳（经停武汉） |
| 厦门航空（MF）     | 常州、福州（经停常州）            |
| 中国联合航空（KN） | 成都-天府                         |